# لورين ميتشيل
لورين ميتشيل (بالإنجليزية: Lauren Mitchell) هي لاعبة جمباز فني أسترالية، ولدت في 23 يوليو 1991 في سوبياكو ‏ في أستراليا.

## وصلات خارجية
- لورين ميتشيل على موقع الاتحاد الدولي للجمباز (licence) (الإنجليزية)
- لورين ميتشيل على موقع الاتحاد الدولي للجمباز (biography) (الإنجليزية)
- لورين ميتشيل على موقع اللجنة الأولمبية الدولية (الإنجليزية)
- لورين ميتشيل على موقع أوليمبيديا (الإنجليزية)
- لورين ميتشيل على موقع اللجنة الأولمبية الأسترالية (الإنجليزية)
- لورين ميتشيل على موقع اتحاد ألعاب الكومنولث (مؤرشف) (الإنجليزية)
- لورين ميتشيل على موقع اتحاد ألعاب الكومنولث (مؤرشف) (الإنجليزية)